# إيبوسوكي (كاغوشيما)
مدينة إيبوسوكي (بالإنجليزية: Ibusuki)‏ هي أحد المدن التابعة لمحافظة كاغوشيما. تأسست رسميًا في 01/04/1954. ويقدر عدد سكانها بـ 45455 نسمة حسب تقدير مكتب الإحصاء الياباني لعام 2012. تبلغ مساحة إيبوسوكي 149.01 كم2. بكثافة سكانية تبلغ 305 نسمة/كم2.

## توأمة
لإيبوسوكي (كاغوشيما) اتفاقيات توأمة مع:
- تشيتوزي (15 أبريل 1994 - )

## أعلام
- تايكاي يويموتو
- ميهو فوكوموتو